# Roeland Lievens
Roeland Lievens (Oostburg, 1 juli 1983) is een Nederlandse roeier. Hij vertegenwoordigde Nederland bij verschillende internationale wedstrijden.

## Loopbaan
Hij begon met roeien in 2001. In 2004 werd hij zesde bij het wereldkampioenschap onder 23 jaar op het onderdeel lichte twee zonder stuurman. Zijn eerste internationale succes boekte hij in 2007 door een zilveren medaille te winnen bij de wereldbekerwedstrijden op het onderdeel lichte twee zonder stuurman.
In 2011 won hij een bronzen medaille bij het wereldkampioenschap op het onderdeel lichte vier zonder stuurman. Een jaar later kwalificeerde hij zich voor de Olympische Zomerspelen 2012 door tweede te worden bij het olympisch kwalificatietoernooi in Luzern. Met Vincent Muda, Tycho Muda en Tim Heijbrock eindigde hij in de finale op de zesde plaats.
Lievens is aangesloten bij D.S.R. Proteus-Eretes uit Delft. Hij studeerde Civiele Techniek aan de TU Delft.

## Palmares

### Lichte twee zonder stuurman
- 2007:  Wereldbeker I - 6.47,27
- 2008: 9e Wereldbeker I - 7.42,01
- 2008:  Wereldbeker II - 6.52,13
- 2008: 4e WK junioren - 6.48,15

### Lichte vier zonder stuurman
- 2004: 6e WK U23 - 6.59,97
- 2007:  Wereldbeker II - 6.01,02
- 2007:  Wereldbeker III - 5.59,04
- 2007: 10e WK - 6.07,09
- 2009: 7e Wereldbeker III - 6.14,65
- 2009: 6e WK - 5.57,91
- 2010: 5e Wereldbeker I - 6.05,39
- 2010: 6e EK - 6.07,17
- 2010: 5e WK - 6.11,94
- 2011: 12e Wereldbeker III - 6.05,80
- 2011:  WK - 6.00,57
- 2012: 4e Wereldbeker I - 6.04,69
- 2012:  Olympische kwalificatie - 6.01,99
- 2012: 6e OS - 6.11,39

### Lichte acht met stuurman
- 2006: 4e Wereldbeker III - 5.51,88
- 2006: 6e WK - 5.41,69